# Градина (Хорватия)
Гра́дина (хорв. Gradina) — община с центром в одноимённом посёлке на северо-востоке Хорватии, в Вировитицко-Подравской жупании. Население 913 человек в самом посёлке и 3825 человек во всей общине (2011). Большинство населения — хорваты (85,6 %), сербы — 9,7 %. В состав общины кроме самой Градины входят ещё 10 деревень. Большинство населения занято в сельском хозяйстве.
Посёлок Градина расположен на Подравинской низменности в восьми километрах к северо-востоку от столицы жупании города Вировитица. В 7 км к северу и востоку от посёлка протекает Драва, по которой здесь проходит граница с Венгрией. Градина соединена местными дорогами с Вировитицей, окрестными деревнями и шоссе D2 Копривница - Вировитица - Осиек.
Ближайшая железнодорожная станция Сухополье на линии Копривница - Осиек находится в одноимённой деревне в 6 км к югу от посёлка Градина.
В посёлка Градина родился народный герой Югославии Бошко Буха.